# Feldbahnmuseum Herrenleite
Feldbahnmuseum Herrenleite – muzeum kolejnictwa zlokalizowane w Herrenleite w Saksonii (Niemcy).

## Obiekty muzeum
Głównym budynkiem otwartego w 2003 muzeum jest sala ekspozycyjna o powierzchni 300 m². Obiekt ten powstał z półotwartej hali parkingowej dla ciężarówek wybudowanej w 1989 roku przez siły zbrojne Niemieckiej Republiki Demokratycznej (właściciela miejscowych zakładów i kamieniołomu). Prezentowana jest tam wystawa lekkiego taboru wąskotorowego. Na tablicach informacyjnych przedstawiono m.in. rozwój kolei polowych z terenu Saksonii. Udostępniana do zwiedzania jest także lokomotywownia, zbudowana pod koniec lat 20. XX wieku w pobliżu Demitz-Thumitz do 2006. Mieściła ona dawniej lokomotywy elektryczne z kopalni granitu i dlatego ma charakterystyczną konstrukcję, przystosowaną do podwieszenia sieci trakcyjnej.
Obszar ekspozycji (teren dawnego kamieniołomu) ma powierzchnię około dziewięciu hektarów. Ponadto do muzeum należy dawna bocznica kolejowa o długości ok. 2,5 km. Obszar placówki podzielony jest na kilka poziomów, na których w przeszłości funkcjonowały różne zakłady olejarni mineralnej. Na miejscu znajduje się 25 budynków z różnych epok, od okresu międzywojennego do lat 80. XX wieku.

## Kolej muzealna
Kolej muzealna ma rozstaw szyn 600 mm i łączy poszczególne powierzchnie wystawiennicze oraz budynek lokomotywowni i warsztat. W sumie w eksploatacji pozostaje ponad 1000 metrów torowisk. Muzeum dysponuje także lokomotywą o rozstawie 900 mm, dla której jeden z torów przed salą muzealną zbudowano jako trójszynowy (600/900 mm). Kolejny tor trójszynowy (600/500 mm), znajduje się przed warsztatem jako pierwsza część oddzielnego systemu o rozstawie 500 mm. Na najniższym poziomie kamieniołomu znajduje się układ torowisk normalnotorowych z kilkoma zwrotnicami, parowozownią i rampą ładunkową. Były one częścią linii biegnącej ze stacji Pirna-Copitz do kamieniołomów i obiektów przemysłowych, otwartej w 1907.

## Galeria

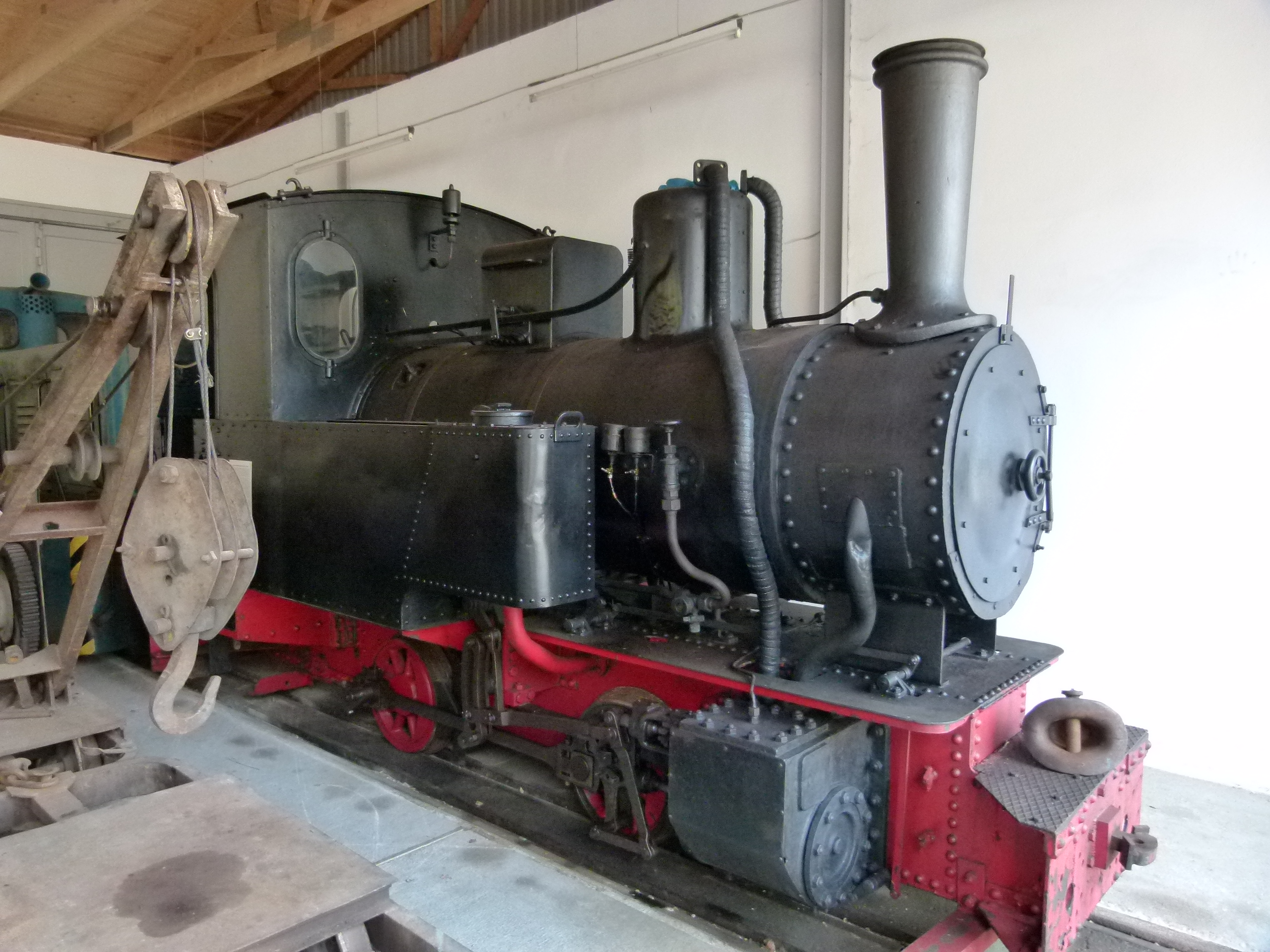
Parowóz Henschel z 1936
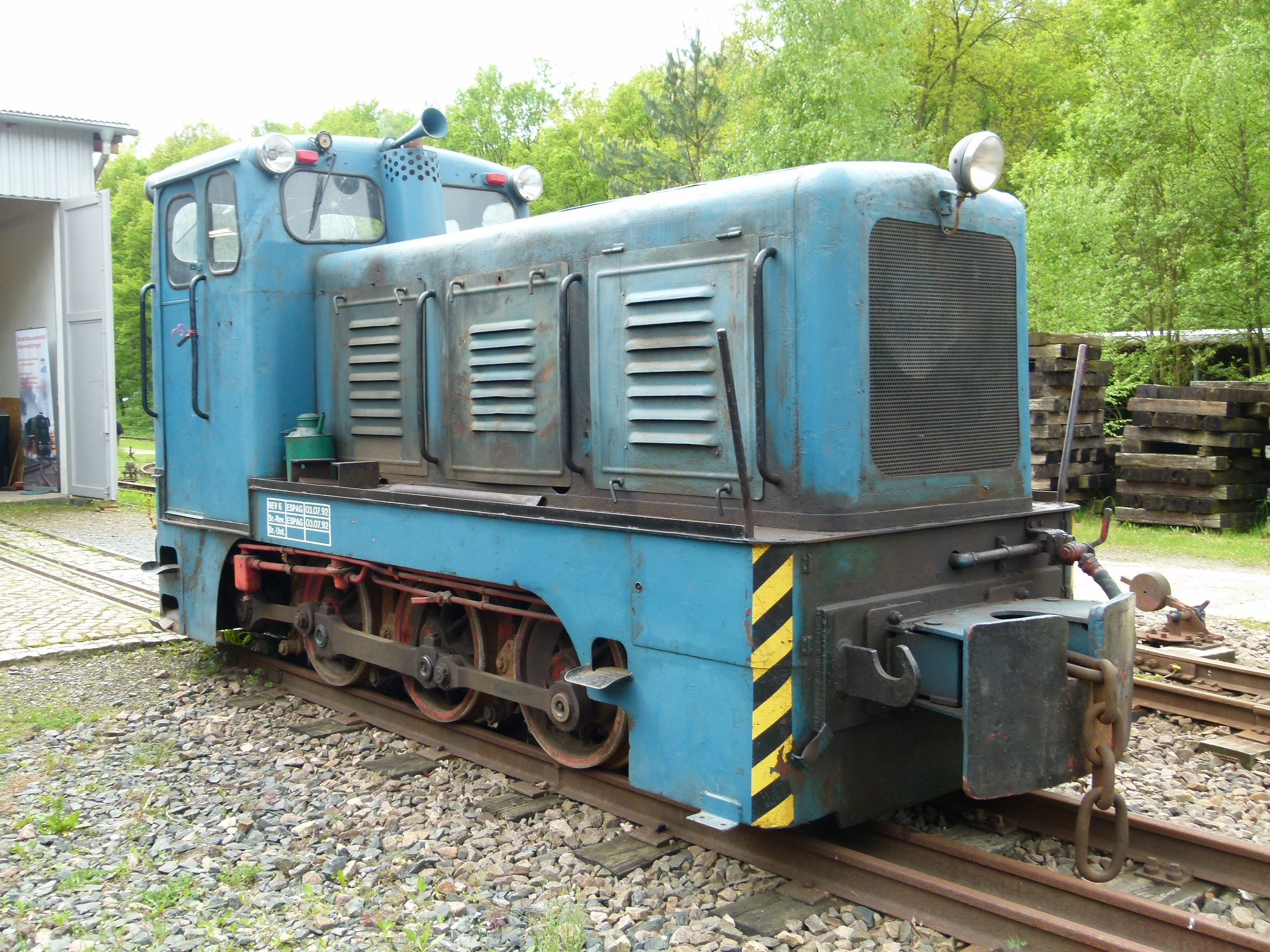
Lokomotywa LKM V 10 C
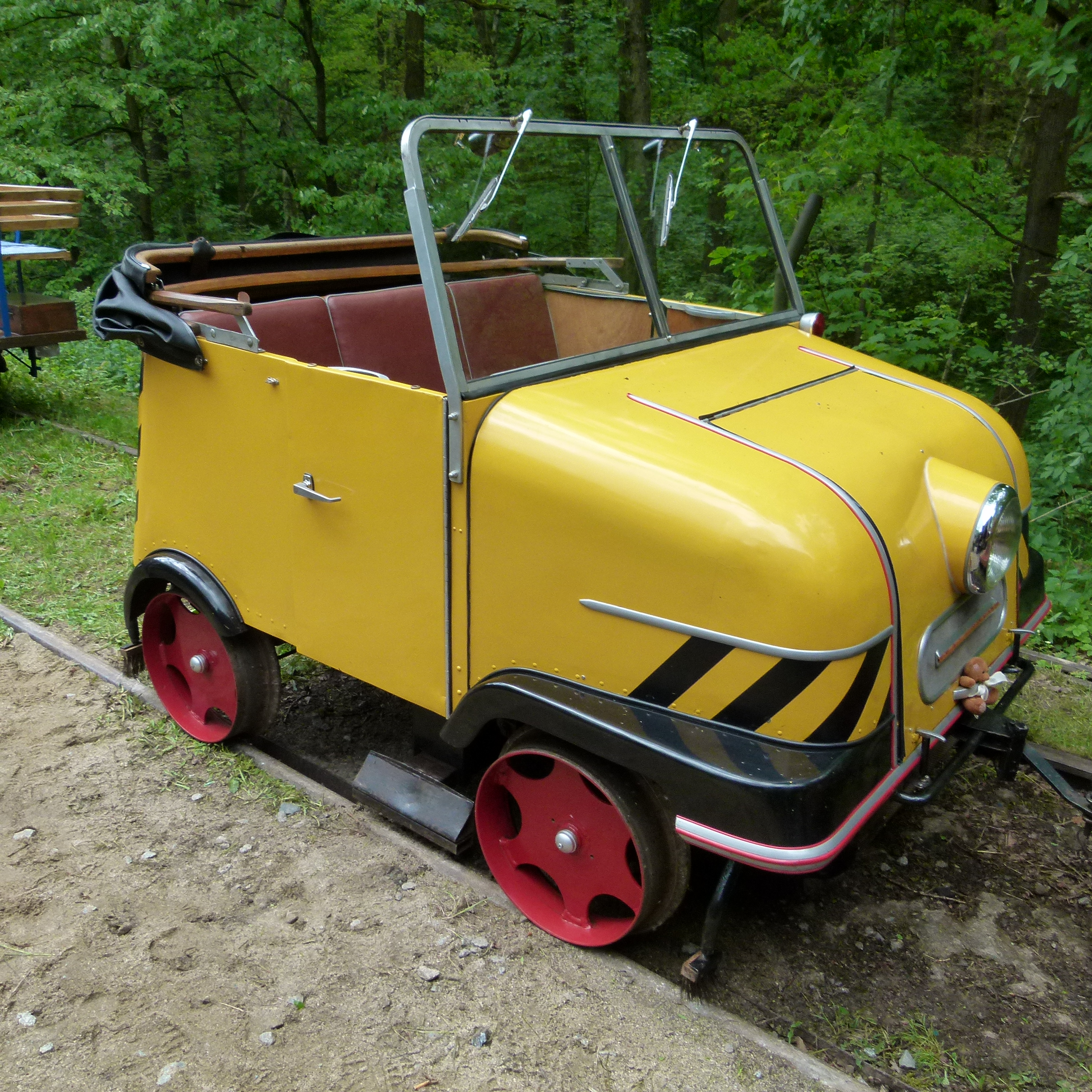
Drezyna motorowa
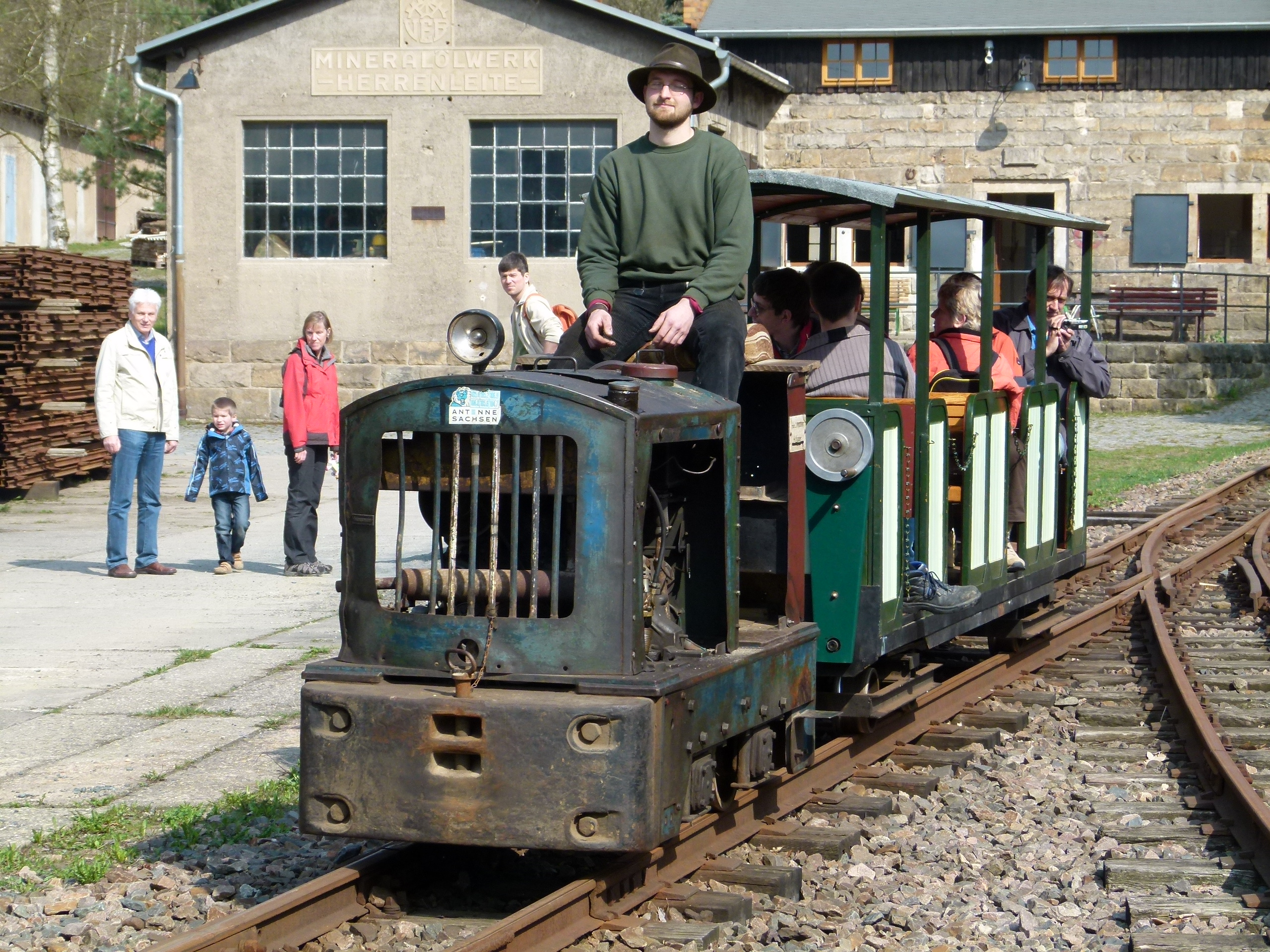
Pociąg turystyczny z lokomotywą LKM Ns 1